# Michael Maidens
Michael Douglas Maidens (* 7. Mai 1987 in Middlesbrough; † 19. Oktober 2007 bei Lazenby) war ein englischer Fußballspieler. Der Mittelfeldspieler von Hartlepool United starb 20-jährig bei einem Verkehrsunfall.

## Karriere
Maidens gehörte noch zur Jugendmannschaft von  Hartlepool United, als er 2004 in der Saisonvorbereitung mit der Profimannschaft nach Schottland reiste. Sein Pflichtspieldebüt im Profibereich gab er am 21. September 2004 bei einer 1:2-Niederlage im League Cup gegen Crystal Palace, einen Monat später kam er bei einem 1:0-Heimsieg gegen Port Vale auch erstmals in der Football League One zum Einsatz. Mit der Reservemannschaft gewann er in dieser Saison den Durham Challenge Cup. In der Saison 2005/06 bestritt Maidens fast die Hälfte der Saisonspiele von Hartlepool und sein Weitschusstor am 10. März 2006 zum 2:1 gegen Huddersfield Town (Endstand 3:1) wurde von den Anhängern des Klubs zum „Tor des Jahres“ gewählt. Hartlepool verpasste am Saisonende knapp den Klassenerhalt und stieg in die Football League Two ab. Erst im Sommer 2006 erhielt Maidens seinen ersten Profivertrag, verlor seinen Platz im Team aber und kam nur noch sporadisch zum Einsatz. Um Spielpraxis zu sammeln wurde Maidens, der hauptsächlich auf den Außenbahnen im Mittelfeld eingesetzt wurde und dabei eine offensiv ausgerichtete Spielweise an den Tag legte, im Januar 2007 für einen Monat an den Fünftligisten York City verliehen, wo er zu drei Einsätzen kam. Nach seiner Rückkehr reichte es aber weiterhin nur zu Einsätzen in der Reservemannschaft. Den Auftakt der Saison 2007/08 verbrachte er auf Leihbasis beim Sechstligisten Blyth Spartans in der Conference North und erzielte dort bei seinem Debüt den 1:0-Siegtreffer.
Maidens war am 19. Oktober 2007 Beifahrer eines Wagens, der aus ungeklärter Ursache in der Nähe von Lazenby gegen einen Metallpfosten prallte. Während der Fahrer des PKWs nur leicht verletzt wurde, war Maidens auf der Stelle tot. Hartlepool United vergibt seither Maidens' Trikot mit der Rückennummer 25 nicht mehr.